# Northwest River (Clode Sound)
Der Northwest River ist ein ca. 67 km langer Fluss im Osten der zur kanadischen Provinz Neufundland und Labrador gehörenden Insel Neufundland.

## Flusslauf
Der Northwest River bildet den Abfluss eines namenlosen 190 m hoch gelegenen Sees im zentralen Osten von Neufundland. Das Quellgebiet befindet sich 10 km nordöstlich vom See Meta Pond. Der Northwest River fließt anfangs 10 km nach Norden und wendet sich anschließend nach Nordosten. Am Oberlauf befinden sich zahlreiche Seen. Bei Flusskilometer 42 mündet der Abfluss des Ocean Lake rechtsseitig in den Northwest River. Der Terra Nova River fließt über eine Strecke von 20 km 3,5 km weiter westlich ebenfalls in nordöstlicher Richtung. Bis Flusskilometer 20 befindet sich der Flusslauf des Northwest River innerhalb der Bay du Nord Wilderness Reserve. 10 km oberhalb der Mündung durchfließt der Northwest River den kleinen Northwest Pond und wendet sich anschließend nach Osten. Auf den letzten 2,2 km durchfließt er den äußersten Süden des Terra-Nova-Nationalparks, bevor er in das nordwestliche Ende des Clode Sound mündet. Die Flussmündung befindet sich 5 km nordnordwestlich der Gemeinde Port Blandford. Der Trans-Canada Highway überquert den Fluss 500 m oberhalb der Mündung. Entlang den untersten 1,7 Flusskilometern erstreckt sich der Golfplatz Twin River Golf Course. 

## Hydrologie
Der Northwest River entwässert ein Areal von 663 km². Der mittlere Abfluss beträgt 20,4 m³/s. Die höchsten monatlichen Abflüsse treten gewöhnlich im April mit im Mittel 54,9 m³/s auf.

## Flussfauna
Der Lachsbestand im Flusssystem des Northwest River gilt als „nicht bedroht“.
Außerdem kommen vermutlich folgende weitere Fischarten vor: Bachsaibling, Wandersaibling, Dreistachliger und Neunstachliger Stichling, Arktischer Stint, Amerikanischer Aal sowie das Meerneunauge.
Weitere typische Wasserbewohner sind Kanadischer Biber, Bisamratte und Nordamerikanischer Fischotter sowie Lithobates clamitans, eine auf der Insel Neufundland eingeschleppte Froschart.